# 銀座農園
銀座農園株式会社（ぎんざのうえん、英称:GINZA FARM.,Co.Ltd）は次世代農業技術を開発する農業ベンチャーである。　　　　　
東京都板橋区に銀座農園AIラボがある。

## 企業概要
＜Vision＞
テクノロジーで農業の未来を豊かにする
＜Mission＞
イノベーションとテクノロジーでスマート農業を切り拓くトップベンチャーをめざす
＜Corporate Statement＞
Smart Agriculture Spirits

## 沿革
- 2009年 5月　銀座にて創業。「銀座でコメづくり2009」始動
- 2010年 4月　有楽町にて「交通会館マルシェ」開業
- 2010年11月　香川銀行[1]・徳島銀行（現:徳島大正銀行[1]）と業務提携、「徳島・香川トモニ市場」開業
- 2012年10月　シンガポールにGINZAFARM SINGAPORE設立、高糖度トマト生産開始
- 2015年 3月　タイでタイ国立科学技術開発庁と農業開発事業プロジェクト始動（JICAプロジェクト）
- 2017年 7月　日本薬科大学と業務提携、「FARMACY'S」開業（現在は子会社にて運営）
- 2017年 8月　JA東西しらかわとIoT化に向けた業務提携
- 2019年 8月　福島県南相馬市とスマート農業に関する連携協定締結
- 2019年10月　自律走行モビリティ「FARBOT」発表
- 2019年11月  埼玉県越谷市とFARBOTを活用したスマート農業に関する共同研究締結
- 2020年 3月　JAXA、京都大学、東京工業大学と「ロボットによる食糧生産システム開発」締結